# Дадешкелиани

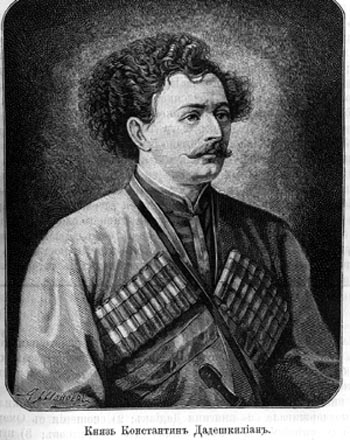
Последний независимый князь Сванетии Константин Дадешкелиани

Дадешкелиани, также Дадишкилиани (груз. დადეშქელიანი, груз. დადიშქელიანი) — грузинский княжеский род неустановленного происхождения, правивший частью Верхней Сванетии с 1720-х годов по 1857 год.

## История рода
Согласно семейной традиции, представители рода Дадешкелиани возводят своё происхождение к могущественным кумыкским шамхалам Тарковским, вплоть до XVII столетия правившим обширными территориями на Северном Кавказе. Однако научно признано, что князья Дадешкелиани происходят от одной из княжон сванского княжеского рода Геловани через её сына, князя Дадеша.
Корни князей Геловани прослеживаются в Сванетии вплоть до XI века, и с XII века они правят здесь как эристави. В середине XV столетия, после кровавой войны с мингрельскими князьями Дадиани, род Геловани был практически полностью уничтожен. Дадиани правили после этого в Нижней Сванетии на протяжении 300 лет (т. н. «Сванетия Дадиани»). Князь Дадеш родился в середине XV века в изгнании в Балкарии, где он женился на балкарской княжне, а со временем вернул власть в руки своей семьи. Его потомку Отару Великому удалось закрепиться в западной части Верхней Сванетии, которая также называлась «Сванетией Дадешкелиани», и с 1720-х годов (по другим данным — с конца XV или с конца XVII в.) основать династию правителей из рода князей Дадешкелиани на этой территории (западной, т. н. Княжеской Сванетии). Восточная часть Верхней Сванетии, наиболее труднодоступная извне, не имела правителя и оставалась сообществом свободных горских родов.
В первой трети XIX века две ветви дома Дадешкелиани боролись между собой за власть (возникали вооружённые конфликты между князьями Дадешкелиани и Дадиани из Нижней Сванетии, а также между Дадешкелиани и восточной частью Верхней Сванетии, где сохранилась уцелевшей одна из ветвей князей Геловани), а русское правительство старалось использовать их вражду в своих целях. В середине XVIII века Геловани удалось изгнать из Нижней Сванетии князей Дадиани и самим взять управление над этой областью.

## Первые контакты с Россией
Когда генерал Эммануэль присоединил к России Карачай (1828), к нему явилась депутация из Сванетии во главе с княгиней Гиго-ханум Дадешкелиани. Поскольку земли сванов находились по другую сторону Большого Кавказского хребта, то они относились не к ведению генерала Эммануэля, а к ведению генерала Розена. Поэтому генерал Эммануэль попросил Гиго-Ханум прибыть в Тифлис, где она получила от Розена богатые подарки и грамоту на княжение для своего сына Циоко (Циоха). Сванетия с этого момента официально вошла в подданство России, однако фактически на территории Верхней Сванетии не было даже российского представителя (так называемого пристава).
Несколькими годами позже (в 1841 году) князь Циоко Дадешкелиани со своим отрядом добровольно принял участие в одной из операций российских войск на черноморском побережье Кавказа. Однако сваны, живущие в условиях высокогорья, оказались непривычны к климату черноморского побережья, которое в то время изобиловало малярийными болотами. Многие из них заболели и умерли, в том числе князь Циоко, у которого остался малолетний сын Константин, регентом при котором стала мать Циоко, бабушка Константина, Гиго-ханум.
Между тем, когда в 1837 году Николай I посещал Кавказ, из Сванетии в Тифлис прибыл князь Татархан Дадешкелиани, который также был наделён российским правительством богатыми подарками. Хотя во многих российских источниках Татархан называется братом Циоха, фактически, он являлся его дедом — энергичным 90-летним стариком. После гибели Циоко возник конфликт между Гиго-ханум и Татарханом, который кончился тем, что замок Гиго-ханум был сожжён, а сама она спрыгнула с башни или же задохнулась от дыма на её вершине.

## Княжение Константина Дадешкелиани
После победы Татархана (1842) Константин Дадешкелиани бежал из Сванетии в Россию. Однако затем ему удалось вернуться и одержать победу над другими претендентами, среди которых называют других наследников князя Татархана и его собственных братьев. Предполагается, что братья Константина убили Джансуга Дадешкелиани, наследника Татархана (своего дядю?), тогда как Константин, в свою очередь, отнял власть у них. Соединив под своим началом родовые владения князей Дадешкелиани, до этого исторически разделённые между разными представителями рода, Константин приступил к покорению обществ Вольной Сванетии, остававшихся до этого независимыми от княжеской власти.
Усиление Константина Дадешкелиани встревожило Россию. К этому времени (1857) Сванетия была со всех сторон окружена территориями, более доступными для России. Только что кончилась Крымская война, которая сопровождалась боевыми действиями и мятежами на Черноморском побережье Кавказа. Русское командование опасалось, что энергичный и независимый по своему личному характеру князь, чьи земли были отделены труднодоступными горными перевалами, сможет при желании возглавить крупное антироссийское восстание, которое может распространиться на соседние области, в первую очередь, Цебельду и Карачай. В результате, в июле 1857 года   была подготовлена военная экспедиция в Сванетию во главе с начальником штаба Кутаисского губернатора князя Гагарина — полковником П. Усларом.
Константин Дадешкелиани, считая нецелесообразным вести борьбу против России, решил помириться с правительством. Он явился к Услару, находившемуся в Верхней Сванетии, и сдался ему. Братьев Константина и Александра Дадешкелиани отправили в Тифлис. Константина, не принимавшего участия в убийстве Джансуга, оправдали, а его младших братьев Тенгиза и Исмаила приговорили к ссылке в одну из отдаленных губерний России.

## Утрата домом Дадешкелиани владетельных прав
Российский наместник на Кавказе князь А.И. Барятинский желал полного присоединения Сванетии к России. Поэтому, хотя официально и было решено вернуть Константину его владения, но власти не доверяли ему, и решили до возвращения братьев Тенгиза и Исмаила не выпускать его из Кутаиси. К Константину был приставлен в качестве «опекуна» русский чиновник, который, по некоторым данным, грубо и неуважительно вёл себя с князем К. Дадешкелиани. Тем временем из Сванетии вернулся полковник П. Услар. Последний представил кавказскому наместнику записку, в которой доказывал недопустимость возвращения К. Дадешкелиани в Сванетию.
До окончательного рассмотрения императором участи князя К. Дадешкелиани кавказский наместник А. И. Барятинский распорядился временно сослать его в Эривань. Об этом решении наместника кутаисский генерал-губернатор князь А. И. Гагарин (1801—1857) объявил князю К. Дадешкелиани 24 октября 1857 года. К. Дадешкелиани, со своей стороны, попросил разрешения вернуться в Сванетию на несколько месяцев для приведения в порядок своих расстроенных домашних дел, обещая беспрекословно повиноваться распоряжениям наместника. Гагарин, однако, не посчитался с его просьбой. В результате между губернатором и князем произошла ссора, закончившаяся кровавой драмой: К. Дадешкелиани смертельно ранил Гагарина, убил также чиновников Ильина и Ардишвили, пытавшихся защитить своего начальника, а также ранил телохранителя губернатора.
За этот поступок Константин Дадешкелиани был арестован, отдан под военный суд, по приговору которого вскоре был расстрелян и захоронен в позорной яме. За дозволение перезахоронить расстрелянного князя в церкви кутаисский генерал-губернатор Н. П. Колюбакин в 1862 году был смещён со своего поста.
Сыновья и братья князя Константина Дадешкелиани были высланы из Верхней Сванетии. Часть из них поменяли фамилию на Карги-Гваришвили и проживали в Аджарии. В том же году и другой князь, Отар Дадешкелиани, за принятие мусульманства был лишен своих владений и тоже выслан. В 1859 году заставили отказаться от прав владетельного князя и Тенгиза Дадешкелиани (его сын полковник (затем — генерал) Георгий (Джансох) Николаевич (Тенгизович) Дадешкелиани был в 1914—1916 гг. военным губернатором Дагестанской области). В Сванетии с 1858 года было учреждено приставство в составе Кутаисского генерал-губернаторства (пристав назначался российским Кавказским наместничеством).
После присоединения Сванетии к России князья Дадешкелиани, как и другие представители грузинского дворянства, были уравнены в правах с представителями дворянского сословия Российской империи. Также они (вместе с князьями Геловани) получили фамильный герб. В то же время, жившие в горных и труднодоступных районах Сванетии Дадешкелиани продолжали управлять местными жителями как автономные патриархальные феодалы.

## После революции
В 1918 году восставшие крестьяне-сваны расправились с князьями Дадешкелиани, подожгли их замки, а в 1924 году, после окончательной победы советской власти в крае, расстреляны были последние из князей Дадешкелиани, а их замок в Мазери был разрушен. Некоторые представители рода эмигрировали в Европу. В современной Грузии сохранились прямые потомки князя Константина Дадешкелиани, принявшие фамилию Карги-Гваришвили (впоследствии — Гваришвили), а также представители боковых ветвей этого рода, проживающие, как правило, на территории Сванетии.